# جدول مدال‌های المپیک تابستانی ۱۹۳۶

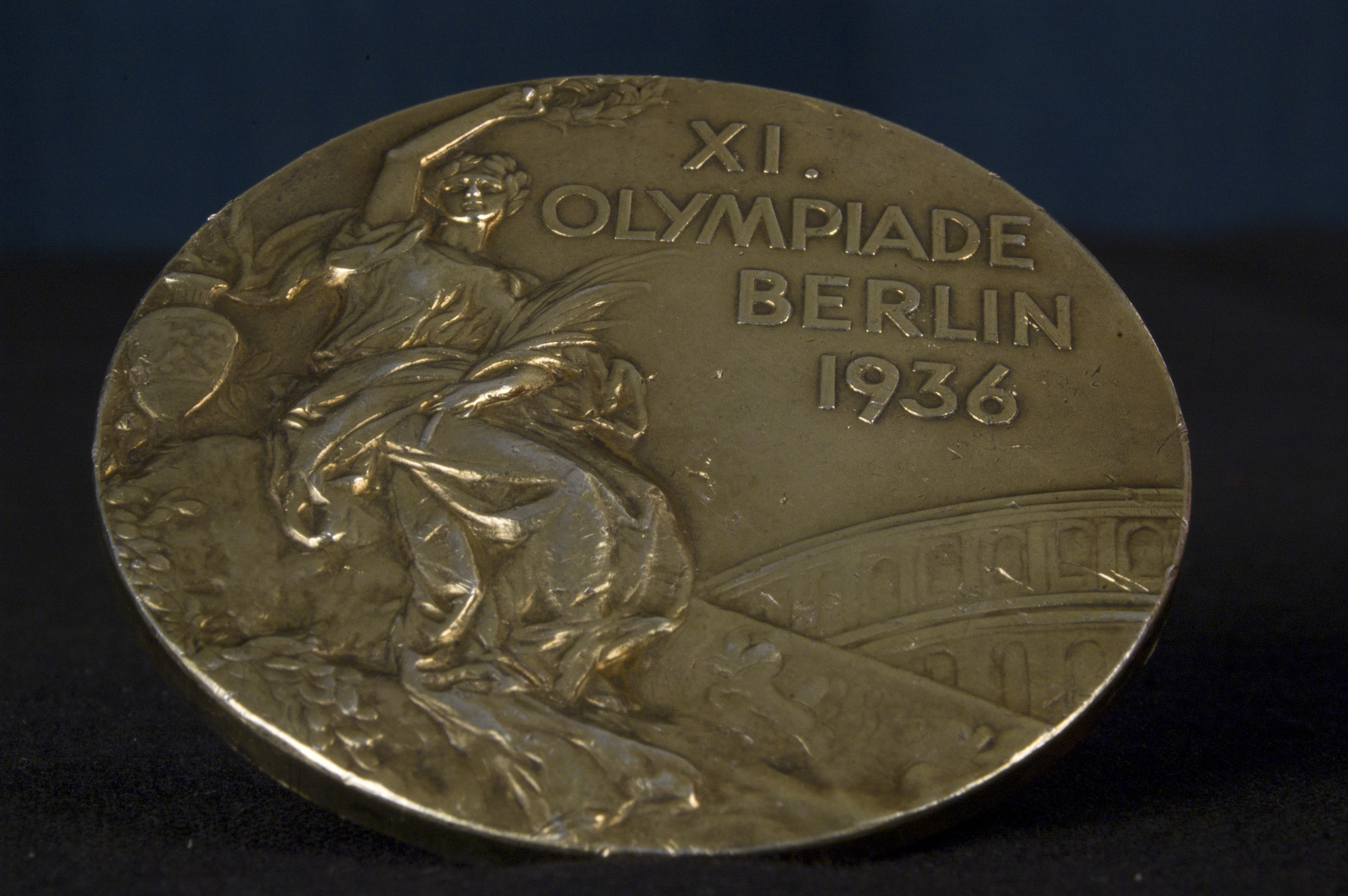
نمای یک مدال طلا از بازی های المپیک ۱۹۳۶ برلین"".

جدول مدال بازیهای المپیک تابستانی ۱۹۳۶ فهرستی از مدالهای کسب شده توسط ورزشکاران است در طول برگزاری المپیک تابستانی سال ۱۹۳۶ میلادی که در برلین آلمان ۱ تا ۱۶ اگوست برگزار شد. مجموع ۳۹۶۳ از ۴۹ کشور جهان در ۱۹ رشته ورزشی شرکت داشتند

## جدول مدال ها
رتبه بندی این جدول توسط کمیته بین المللی المپیک (ioc) اعلام شده است.
| رتبه  | کشور                      | طلا | نقره | برنز | جمع |
| ----- | ------------------------- | --- | ---- | ---- | --- |
| ۱*    | آلمان (GER)               | ۳۳  | ۲۶   | ۳۰   | ۸۹  |
| ۲     | ایالات متحده آمریکا (USA) | ۲۴  | ۲۰   | ۱۲   | ۵۶  |
| ۳     | مجارستان (HUN)            | ۱۰  | ۱    | ۵    | ۱۶  |
| ۴     | ایتالیا (ITA)             | ۸   | ۹    | ۵    | ۲۲  |
| ۵     | فنلاند (FIN)              | ۷   | ۶    | ۶    | ۱۹  |
| ۵     | فرانسه (FRA)              | ۷   | ۶    | ۶    | ۱۹  |
| ۷     | سوئد (SWE)                | ۶   | ۵    | ۹    | ۲۰  |
| ۸     | ژاپن (JPN)                | ۶   | ۴    | ۸    | ۱۸  |
| ۹     | هلند (NED)                | ۶   | ۴    | ۷    | ۱۷  |
| ۱۰    | بریتانیای کبیر (GBR)      | ۴   | ۷    | ۳    | ۱۴  |
| ۱۱    | اتریش (AUT)               | ۴   | ۶    | ۳    | ۱۳  |
| ۱۲    | چکسلواکی (TCH)            | ۳   | ۵    | ۰    | ۸   |
| ۱۳    | آرژانتین (ARG)            | ۲   | ۲    | ۳    | ۷   |
| ۱۳    | استونی (EST)              | ۲   | ۲    | ۳    | ۷   |
| ۱۵    | مصر (EGY)                 | ۲   | ۱    | ۲    | ۵   |
| ۱۶    | سوئیس (SUI)               | ۱   | ۹    | ۵    | ۱۵  |
| ۱۷    | کانادا (CAN)              | ۱   | ۳    | ۵    | ۹   |
| ۱۸    | نروژ (NOR)                | ۱   | ۳    | ۲    | ۶   |
| ۱۹    | ترکیه (TUR)               | ۱   | ۰    | ۱    | ۲   |
| ۲۰    | هند (IND)                 | ۱   | ۰    | ۰    | ۱   |
| ۲۰    | نیوزیلند (NZL)            | ۱   | ۰    | ۰    | ۱   |
| ۲۲    | لهستان (POL)              | ۰   | ۳    | ۳    | ۶   |
| ۲۳    | دانمارک (DEN)             | ۰   | ۲    | ۳    | ۵   |
| ۲۴    | لتونی (LAT)               | ۰   | ۱    | ۱    | ۲   |
| ۲۵    | رومانی (ROU)              | ۰   | ۱    | ۰    | ۱   |
| ۲۵    | آفریقای جنوبی (RSA)       | ۰   | ۱    | ۰    | ۱   |
| ۲۵    | یوگسلاوی (YUG)            | ۰   | ۱    | ۰    | ۱   |
| ۲۸    | مکزیک (MEX)               | ۰   | ۰    | ۳    | ۳   |
| ۲۹    | بلژیک (BEL)               | ۰   | ۰    | ۲    | ۲   |
| ۳۰    | استرالیا (AUS)            | ۰   | ۰    | ۱    | ۱   |
| ۳۰    | فیلیپین (PHI)             | ۰   | ۰    | ۱    | ۱   |
| ۳۰    | پرتغال (POR)              | ۰   | ۰    | ۱    | ۱   |
| مجموع | مجموع                     | ۱۳۰ | ۱۲۸  | ۱۳۰  | ۳۸۸ |